# Tajine Lmadgoug
 (juin 2024).
 (juin 2024).
Le Tajine Lmadgoug  (arabe algérien : طاجين المدڤوڤ) appelé aussi Medgoug, tajine Rkham ou Dolma Aadaam en arabe, est connu sous diverses dénominations, notamment Dolma aux œufs ou Dolmat el beidh.

## Description
Ce plat est une manifestation authentique de la cuisine algérienne. Il s'agit d'un tajine délicieusement parfumé[non neutre], traditionnellement préparé avec de l'agneau, une sauce blanche aux pois chiches, du beurre clarifié Smen et du poivre noir, relevé d'une touche de cannelle.
Il est aussi servi avec des boulettes de viande hachée renfermant un cœur d'œuf dur, délicatement aromatisées et agrémentées de persil ciselé.

## Origine et étymologie
Lmadgoug est un mets typique de la cuisine algérienne  particulièrement prisé en Algérie. Convivial et nourrissant, ce tajine Lmadgoug est également très apprécié des enfants, notamment grâce à l'effet de surprise de l'œuf caché à l'intérieur.
Dans un ancien livre de recettes de cuisine algérienne de Madame Fatima Zohra Bouayed, ce plat est désigné sous le nom de L-Madgoug. Il est également connu sous d'autres appellations telles que le tajine Rkham, signifiant "Tajine de marbre", ou encore Dolma Aadaam, traduit par "Dolma aux œufs".
On le nomme également Dolmat el beidh ou encore aïn spagniolia, signifiant respectivement "Œil d'une femme espagnole". Une autre dénomination est Tajine El fass, où l'explication vient des boulettes farcies à l'œuf. Lors de la présentation, on les coupe en deux, donnant ainsi deux moitiés identiques, correspondant à la signification de "fass" (mot arabe). En Algérie. Les dénominations et les méthodes de préparation des plats diffèrent d'une région à une autre, contribuant ainsi à la diversité culinaire en Algérie.
Il est fréquemment préparé pendant le mois sacré de Ramadan et dégusté avec un délicieux[non neutre] khobz eddar, accompagné d'une meïda bien garnie d'autres mets spéciaux pour Ramadan. Il est aussi préparé lors des festivités telles que les mariages, les baptêmes et autres occasions festives.